# Ingo Rust

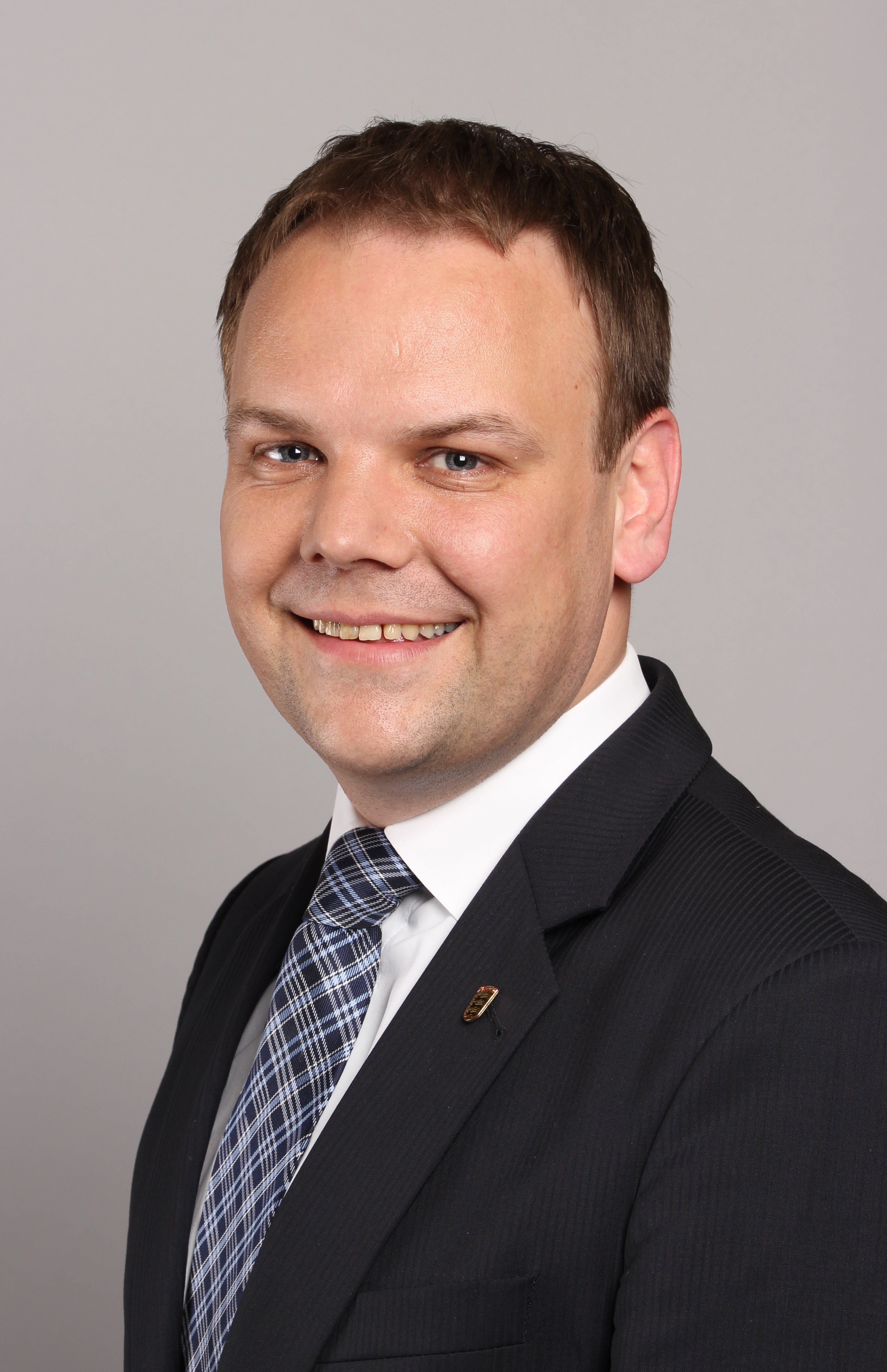
Ingo Rust (2013)

Ingo Andreas Rust (* 17. Januar 1978 in Heilbronn) ist ein deutscher Politiker (SPD). Seit Februar 2015 ist er Finanzbürgermeister und seit Juli 2021 zusätzlich als Erster Bürgermeister Stellvertreter des Oberbürgermeisters der Stadt Esslingen am Neckar. Vom 1. Mai 2003 bis zum 31. Januar 2015 war er Mitglied des Landtags von Baden-Württemberg und von 2011 bis 2015 Staatssekretär im Ministerium für Finanzen und Wirtschaft Baden-Württemberg.

## Ausbildung und Beruf
Seine schulische Laufbahn begann Ingo Rust an der Grundschule in Abstatt, bevor er die Realschule Ilsfeld und das Technische Gymnasium im Technischen Schulzentrum Heilbronn besuchte. 1997 machte Ingo Rust dort sein Abitur und absolvierte anschließend den Wehrdienst in Bruchsal und Ulm. Er studierte Maschinenbau an der Hochschule für Technik Esslingen in Esslingen am Neckar und schloss sein Studium 2004 als Dipl.-Ing. (FH) ab. Seither arbeitete er in Teilzeit an der Hochschule Esslingen als Ingenieur in der Forschung.

## Politische Karriere
Ingo Rust trat 1996 in die SPD ein. 1999 wurde er als jüngstes Mitglied in den Gemeinderat der Gemeinde Abstatt gewählt, dem er bis 2011 angehörte. Ebenfalls im Jahr 1999 wurde er in den Kreisvorstand des SPD-Kreisverbandes Heilbronn-Land gewählt. Von 2000 bis 2001 war er Kreisvorsitzender der Jusos im Stadt- und Landkreis Heilbronn. Im September 2006 wurde Ingo Rust als Kreisvorsitzender des SPD-Kreisverbandes Heilbronn-Land gewählt, nachdem der bisherige Kreisvorsitzende Alexander Bergtold sein Amt vor Ablauf der Wahlperiode abgab. 2009 gab Rust den Kreisvorsitz an Cornelia Bär-Stoll ab. Von 2009 bis 2011 war er erster stellvertretender Bürgermeister der Gemeinde Abstatt.
Bei der Landtagswahl 2001 wurde er im Landtagswahlkreis Eppingen Ersatzbewerber von Wolfgang Bebber, dem er nach dessen Rückzug aus der Politik 2003 in den Landtag von Baden-Württemberg nachfolgte. Von 2004 bis 2006 war er Europapolitischer Sprecher der SPD-Landtagsfraktion. Bei der Landtagswahl 2006 errang Ingo Rust das Zweitmandat im Wahlkreis Eppingen; Ersatzbewerber war Hans Heribert Blättgen. 2005 wurde Rust Vorsitzender des Finanzausschusses des Landtags von Baden-Württemberg und 2006 auch kirchenpolitischer Sprecher der SPD-Landtagsfraktion, beides blieb er bis 2011. Nach der Landtagswahl 2011 wurde er zum Staatssekretär im Ministerium für Finanzen und Wirtschaft ernannt.
Am 15. Dezember 2014 wählte der Gemeinderat der Stadt Esslingen am Neckar Ingo Rust zum Esslinger Finanzbürgermeister. Er trat das Amt am 1. Februar 2015 an, Hans Heribert Blättgen rückte für ihn in den Landtag nach. Seit Juli 2021 ist er zusätzlich als Erster Bürgermeister Stellvertreter des Oberbürgermeisters der Stadt Esslingen.

## Privates
Ingo Rust ist verheiratet und lebt mit seiner Frau und seinen zwei Kindern in Esslingen am Neckar.